# SAS President Steyn (F147)

A fragata F147 SAS President Steyn da Marinha da África do Sul.

O SAS President Steyn foi a segunda de três fragatas Tipo 12 da classe President construídas no Reino Unido para uso da Marinha Sul-Africana (SAN) durante a década de 1960. O navio passou a maior parte de sua carreira treinando e fez muitas visitas a portos estrangeiros na África, Europa Ocidental e Austrália. No final da década de 1960, foi modernizada e equipada para operar um helicóptero. Em meados da década de 1970, o President Steyn desempenhou um papel menor na Guerra Civil Angolana como parte das operações sul-africanas contra os comunistas na Operação Savana. O navio foi retirado de serviço em 1980 e afundado como alvo em 1991. Isso aconteceu depois que problemas financeiros impediram que ele fosse reativado.

## Descrição
Os navios da classe President deslocaram 2 170 tonelada longas (2 200 t) em carga padrão e 2 605 tonelada longas (2 600 t) em carga profunda . Eles tinham um comprimento total de 112,78 metros (370 ft 0 in), uma viga de 12,5 metros (41 ft 0 in) e um calado profundo médio de 5,33 metros (17 ft 6 in). Os navios eram movidos por um par de turbinas a vapor English Electric, cada uma acionando um eixo de hélice, usando vapor fornecido por duas caldeiras Babcock &amp; Wilcox. As turbinas desenvolveram um total de potência do eixo que deu uma velocidade máxima de 30 nós (22.000kW). Eles carregavam 309 tonelada longas (310 t) de óleo combustível que lhes deu um alcance de 4 500 milhas náuticas (8 300 km; 5 200 mi) a 12 nós (22km/h). Sua tripulação contava com 14 oficiais e 200 marinheiros.
Os navios President estavam armados com um suporte de canhão duplo para canhões de duplo propósito QF Mk V de 4,5 polegadas (114mm) dianteiros e uma montagem dupla para canhões antiaéreos Bofors 40mm. Para trabalhos anti-submarinos, os navios foram equipados com sonares Tipo 162, 170 e 177M para o par de morteiros anti-submarinos Mk 10 Limbo de cano triplo. Eles foram equipados com um radar de busca de superfície Tipo 293Q, radares de artilharia Tipo 262 e 275, radar de localização de altura Tipo 277Q e um radar de navegação Tipo 978.
Em meados da década de 1960, era óbvio que os sonares da classe President eram capazes de detectar submarinos bem fora do alcance dos morteiros anti-submarinos Limbo e os sul-africanos decidiram seguir o exemplo da Marinha Real (RN) ao dar lhes a capacidade de operar helicópteros que pudessem transportar torpedos anti-submarinos ou cargas de profundidade a uma distância considerável dos navios. Portanto, o morteiro Limbo dianteiro foi removido e seu espaço foi revestido para formar uma pequena cabine de comando. A montagem do Bofors, seu diretor e a superestrutura de popa foram substituídos por um hangar para um helicóptero Westland Wasp. Dois canhões Bofors individuais foram posicionados no telhado do hangar e provisões foram feitas para quatro metralhadoras Browning .50 (12,7mm). Um par de tubos de torpedo anti-submarino americanos de cano triplo Mk 32 de 12,75 polegadas (324 mm) foram adicionados a meia-nau e sua eletrônica foi atualizada, incluindo a adição de um radar de alerta antecipado Thomson-CSF Júpiter no topo de um novo mastro principal e um sistema de controle de fogo Selenia Orion.

## Construção e carreira
Três fragatas da classe President foram encomendadas pela Marinha Sul-Africana no final dos anos 1950, após o Acordo de Simonstown com a Royal Navy. O President Steyn foi o segundo navio dos três navios irmãos e foi encomendado à Alexander Stephens and Sons em 18 de setembro de 1957 com o nome de President Kruger. O governo queria que o primeiro navio fosse concluído para receber o nome do primeiro presidente da África do Sul e uma greve no estaleiro Alexander Stephens atrasou o batimento da quilha do navio. Assim, ela trocou de nome com o primeiro navio construído por Yarrow que já havia sido construído e se tornou o President Steyn, em homenagem a Martinus Theunis Steyn, último presidente do Estado Livre de Orange. Ele foi batido em seu estaleiro em Linthouse, na cidade de Glasgow, em 20 de maio de 1960. O navio foi lançado em 23 de novembro de 1961 e comissionado em 8 de abril de 1963, com o Capitão John Fairbairn no comando. A conclusão foi ligeiramente atrasada por um incêndio a bordo do navio em 3 de julho de 1962, que exigiu a abertura de buracos no casco e no convés para resgatar os trabalhadores presos a bordo.
O Presidente Steyn chegou a Simon's Town em 13 de setembro e todos os três Presidents foram designados para a 10ª Flotilha de Fragatas. Eles participaram do Capex 63, um exercício de treinamento com navios de guerra britânicos e franceses ocorrido de julho a agosto de 1963, mas apenas o Presidente Steyn e sua irmã, President Pretorius, participaram do Capex 64 no ano seguinte. Em 1965, a Marinha Real decidiu reduzir o Capex a um período de treinamento de armas com a participação apenas de unidades da RN e SAN, presumivelmente para reduzir o perfil de cooperação com o governo do apartheid da África do Sul. Em 7 de outubro de 1968, a 10ª Flotilha de Fragatas, agora composta pelo Presidente Steyn, o Presidente Pretorius e o petroleiro de reabastecimento Tafelberg, partiu de Simon's Town para a Austrália e chegou a Fremantle no dia 23. Eles seguiram para Sydney e depois participaram da cerimônia do Dia da Lembrança em Melbourne, em 11 de novembro. A flotilha partiu três dias depois, com de volta para casa, mas foi forçada a parar em Freemantle quando uma bomba no Presidente Pretorius queimou no caminho. Os navios finalmente chegaram em casa em 3 de dezembro. O President Steyn iniciou sua modernização no ano seguinte, em 5 de agosto de 1969, e foi recomissionado em maio de 1971.
Vários meses depois, o navio partiu de Simon's Town em 1º de setembro para escoltar o recém-concluído submarino SAS Emily Hobhouse, de construção francesa, de volta à África do Sul. No caminho, ele visitou portos em Portugal, Alemanha Ocidental, Inglaterra e Espanha. Ao visitar Luanda, na então Angola portuguesa, o helicóptero do navio precisou fazer um vôo de teste após substituir a cabeça do rotor principal e foi perdido com todos os tripulantes no dia 25 de novembro. O President Steyn e Emily Hobhouse chegaram em 10 de dezembro e a fragata fez outra viagem a Toulon no ano seguinte para escoltar o submarino Johanna van der Merwe da França para casa. Desta vez, a viagem foi muito mais direta e os dois navios chegaram em 19 de junho de 1972. Pouco depois, o President Steyn navegou para a Ilha Gough para buscar um meteorologista gravemente doente para tratamento. Em 1973, o navio, juntamente com o President Kruger e Johanna van der Merwe, visitou Lourenço Marques (atual Maputo) no Moçambique português de 29 de março a 7 de abril. Apesar de minimizar os exercícios com os sul-africanos, a Marinha Real continuou a fazê-lo até que o governo britânico revogou o Acordo de Simonstown em 16 de junho de 1975.

### Operação Savana
O President Steyn desempenhou um papel menor na Operação Savana, a intervenção secreta sul-africana na Guerra Civil Angolana. No escaldo da Batalha de Quifangondo, o navio resgatou 26 conselheiros servindo ao lado da Frente de Libertação Nacional de Angola, que tinham sido isolados após o ataque fracassado a Luanda, em 28 de novembro.

### Fim da carreira
Para fornecer mão-de-obra às corvetas francesas em construção, o navio foi colocado na reserva no início de 1977. O embargo de armas das Nações Unidas imposto no final daquele ano pôs fim a esse plano e o navio foi readmitido no ano seguinte. Pouco antes do President Kruger ser recomissionado em 15 de agosto de 1980, o President Steyn foi permanentemente desativado em 1º de agosto, depois que a Marinha decidiu manter apenas duas das irmãs ativas.
O President Steyn serviu brevemente como navio-quartel antes que todos os equipamentos e máquinas úteis fossem retirados dele e a Marinha planejasse usá-lo como alvo para mísseis Skerpioen em 1982. No entanto, o naufrágio acidental de sua irmã President Kruger em fevereiro de 1982, deu ao navio um alívio, pois ele foi colocado na reserva, caso a Marinha decidisse restaurá-lo ao serviço operacional. Os planos para o fazer foram feitos mais tarde, na década de 1980, mas a escassez de dinheiro impediu-os de serem concretizados. O President Steyn foi rebocado de Simon's Town em 29 de abril de 1991 e afundado por uma combinação de ataques de mísseis e tiros dos cinco navios de ataque rápido da classe Minister envolvidos no exercício.